# Julian Bernadotte
Julian Bernadotte (szw. Julian Herbert Folke; ur. 26 marca 2021 w Danderyd) – książę szwedzki, książę Hallandu, trzecie dziecko Karola Filipa, księcia Värmlandu, oraz jego żony, Zofii Hellqvist. Zajmuje siódme miejsce w linii sukcesji do szwedzkiego tronu, za swoim starszym bratem, Gabrielem, a przed swoją młodszą siostrą, Ines.

## Życiorys
Urodził się 26 marca 2021 roku o godz. 11.19 w Danderyd jako trzeci syn jedynego syna króla Szwecji, Karola XVI Gustawa – Karola Filipa – oraz jego żony, Zofii Hellqvist. W dniu urodzin ważył 3.22 kilogramów i mierzył 49 centymetrów. Jego ojciec był obecny przy porodzie.
Dwa dni później odbyło się uroczyste Te Deum z okazji narodzin chłopca. Tego samego dnia podczas posiedzenia rządu jego dziadek – Karol XVI Gustaw – ogłosił, że chłopiec otrzymał imiona Julian Herbert Folke oraz tytuł księcia Hallandu. Drugie imię nosił jego pradziadek ze strony matki, Janne Herbert Ribbe Rotman. Ostatnie imię, Folke, otrzymał po swoim dziadku, obecnie panującym królu Szwecji, Karolu XVI Gustawie. Imię to nosił również Folke Bernadotte, wnuk Oskara II, który w czasie II wojny światowej pomagał Żydom. Tytuł księcia Hallandu nosił wcześniej Bertil Bernadotte, chrzestny jego ojca.
W czerwcu 2021 roku podano, że Julian zostanie ochrzczony 14 sierpnia 2021 roku w kaplicy pałacu Drottningholm. Ceremonia odbyła się zgodnie z planem, a poprowadził ją biskup Johan Dalman. Uroczystość, wbrew tradycji, nie była transmitowana na żywo w telewizji. Rodzicami chrzestnymi chłopca zostali: Johan Andersson, Frida Vesterberg, Patrick Sommerlath, Jacob Högfeldt i Stina Andersson, a mały książę na uroczystości był ubrany w tradycyjny strój, w którym jako pierwszy w 1906 roku został ochrzczony jego pradziadek, Gustaw Adolf Bernadotte. Ponadto w dniu chrztu został odznaczony przez swojego dziadka, Karola XVI Gustawa, Orderem Królewskim Serafinów. Zgodnie z tradycją zapoczątkowaną na chrzcie jego ciotki, Wiktorii, został ochrzczony wodą pochodzącą z drugiej co do wielkości szwedzkiej wyspy – Olandii.

## Tytulatura
Od 2021: książę Julian ze Szwecji, książę Hallandu.

## Genealogia
| Pradziadkowie                         | Gustaw Adolf Bernadotte (1906 – 1947) ∞ Sybilla Koburg (1908 – 1972) | Gustaw Adolf Bernadotte (1906 – 1947) ∞ Sybilla Koburg (1908 – 1972) | Walther Sommerlath ∞ Alice Soares de Toledo                        | Walther Sommerlath ∞ Alice Soares de Toledo                        | Stig Hellqvist ∞ Ingrid Hellqvist                                  | Stig Hellqvist ∞ Ingrid Hellqvist                                  | Janne Herbert Ribbe Rotman ∞ Britt Ingegerd                        | Janne Herbert Ribbe Rotman ∞ Britt Ingegerd                        |
| Dziadkowie                            | Karol XVI Gustaw (ur. 1946) ∞ 1976 Sylwia Sommerlath (ur. 1943)      | Karol XVI Gustaw (ur. 1946) ∞ 1976 Sylwia Sommerlath (ur. 1943)      | Karol XVI Gustaw (ur. 1946) ∞ 1976 Sylwia Sommerlath (ur. 1943)    | Karol XVI Gustaw (ur. 1946) ∞ 1976 Sylwia Sommerlath (ur. 1943)    | Erik Oscar Hellqvist ∞ Marie Britt Rotman                          | Erik Oscar Hellqvist ∞ Marie Britt Rotman                          | Erik Oscar Hellqvist ∞ Marie Britt Rotman                          | Erik Oscar Hellqvist ∞ Marie Britt Rotman                          |
| Rodzice                               | Karol Filip Bernadotte (ur. 1979) ∞2015 Zofia Hellqvist (ur. 1984)   | Karol Filip Bernadotte (ur. 1979) ∞2015 Zofia Hellqvist (ur. 1984)   | Karol Filip Bernadotte (ur. 1979) ∞2015 Zofia Hellqvist (ur. 1984) | Karol Filip Bernadotte (ur. 1979) ∞2015 Zofia Hellqvist (ur. 1984) | Karol Filip Bernadotte (ur. 1979) ∞2015 Zofia Hellqvist (ur. 1984) | Karol Filip Bernadotte (ur. 1979) ∞2015 Zofia Hellqvist (ur. 1984) | Karol Filip Bernadotte (ur. 1979) ∞2015 Zofia Hellqvist (ur. 1984) | Karol Filip Bernadotte (ur. 1979) ∞2015 Zofia Hellqvist (ur. 1984) |
| Julian Bernadotte (ur. 26 marca 2021) |                                                                      |                                                                      |                                                                    |                                                                    |                                                                    |                                                                    |                                                                    |                                                                    |